# Paul René Bordeaux
Paul René Bordeaux, né à Granville (Manche) le 24 août 1871 et mort le 7 janvier 1947 à Agon (Manche), est un officier et explorateur français.

## Biographie
Fils de Julie Bordeaux, 34 ans, née à Saint-Léger (Mayenne) et d'un père inconnu, il sort de Saint-Cyr en 1891 dans l'infanterie de Marine et sert en Indochine (1893-1896) puis au Soudan où il participe à la prise de Sikasso (1898).
Commandant de la circonscription du Kanem (1905-1908), Victor Emmanuel Largeau le charge de lutter contre les rezzous du Ouaddai. À la tête d'un peloton de méharistes, cette lutte le mène dans le Bahr el Ghazal (octobre 1906) et à une trentaine de kilomètres d'Abéché. Il relève alors plus de mille kilomètres de trajets dans les vallées du Batha et du Bahr el Ghazal.
En avril 1907, il prend Faya, important centre senoussiste et, en plein Borkou, Aïn Galaka.
Il participe ensuite, avant la Première Guerre mondiale, à la pacification de la Côte d'Ivoire puis est nommé en 1918 Général de Brigade de la Brigade sénégalaise de l'Armée du Levant.
Il est fait Officier (12 juillet 1917) puis Commandeur de la Légion d'honneur le 1er septembre 1920.

## Travaux
- Deux contre-rezzous dans le Ouadaï, l'Ennedi et le Borkou, La Géographie, II, 1908, p. 209-226